# Karina Logue
Pour les articles homonymes, voir Logue.
Karina Logue, (née le 27 février 1966 à Ottawa) est une actrice et mannequin canado-irlandaise.

## Biographie
D'ascendance irlandaise, Karina Logue a deux sœurs et deux frères.
Son père Michael J. Logue a enseigné comme missionnaire dans des écoles de missions catholiques au Nigeria, où il a rencontré sa future épouse, Elizabeth. Ils se sont mariés et ont déménagé en Angleterre, puis à El Centro, en Californie, où elle est allée au lycée Central Union High School.
Son frère jumeau est l'acteur, producteur, réalisateur et scénariste Donal Logue.
Elle a fait ses débuts d'actrice à l'écran avec le film Menteur en 1997. En 1999, elle est apparue dans deux épisodes de la série The Practice.

## Filmographie

### Cinéma
- 1997 : Le Suspect idéal (Deceiver) de Jonas et Josh Pate
- 2001 : Cowboy Up : Secrétaire
- 2002 : Minority Report  : Technicien

### Télévision
- 1999 : The Practice : Darlene Keating
- 2001 : The Guardian : Summer Neal
- 2005 : Les Experts : Dr Supulveda
- 2005 : Cold Case : Simone Marks
- 2008 : Esprits criminels : Nancy Lunde
- 2009 : Lie to Me : Gwen Burns
- 2010 : Bones : Lorraine Allen
- 2010 : Terriers : Steph
- 2012 : NCIS : Enquêtes spéciales : Mrs. Johnson
- 2012 : Sons of Anarchy : Nurse Pamela Torri
- 2012 : Les Experts : Manhattan : Mrs. Milner
- 2014 : Les Feux de l'amour : Helen Copeland
- 2015 : Mentalist (saison 7, épisode 1) : Tish (Tiana)
- 2016 : Scream : Tina Hudson
- 2017 : NCIS : Los Angeles (saison 7, 8, 9, 10 invitée récurrente) : Ellen Whiting
- 2021 : La Brea : Marybeth Hill